# Distrito de Toribio Casanova
El distrito de Toribio Casanova es uno de los quince distritos administrativos de la Provincia de Cutervo, ubicada en el Departamento de Cajamarca, bajo la administración del Gobierno regional de Cajamarca, en el Perú.  
Desde el punto de vista jerárquico de la Iglesia católica forma parte de la Prelatura de Chota, sufragánea de la Arquidiócesis de Piura.

## Historia
El distrito de Toribio Casanova fue creado mediante Ley del 19 de noviembre de 1954, en el  gobierno del Presidente Manuel A. Odría, siendo su primer Alcalde el señor Exequiel Cieza Delgado, quien junto a un grupo de entusiastas  y perseverantes ciudadanos lograron crear el distrito con su capital La Sacilia, algunos de los más representativos alcaldes figuran Julio Rómulo Cieza Llatas, Artemio Julca, Edelicio Centurión, entre otros.

## Geografía
Tiene una superficie de 40,65 km². Su capital La Sacilia se encuentra ubicado a 1 430 m s. n. m. (metros sobre el nivel del mar) aproximadamente.

## Clima
El clima es cálido y seco en la mayoría del año, los meses con más precipitaciones son marzo y abril.

## Economía
La mayor actividad económica de la que subsisten los pobladores es la agricultura, sobresaliendo el cultivo de maíz, frijol y café.

## Autoridades

### Municipales
- 2011 - 2014[2]
  - Alcalde: ALEX ALFARO CONTRERAS, (CSV - K).
  - Regidores: MANUEL VAZQUEZ (CSV - K), (CSV - K), (CSV - K), Gilma Mileni Cieza Delgado (CSV

### Policiales
- Comisario:    PNP Luis Enrique Tamayo Rodríguez

### Religiosas
- Prelatura de Chota[3]
  - Obispo Prelado: Mons. Fortunato Pablo Urcey, OAR